# 青海师范大学
青海师范大学始建于1956年，原青海师范专科学校。1997年，該校与原青海教育学院合并组建青海师范大学。

## 机构设置

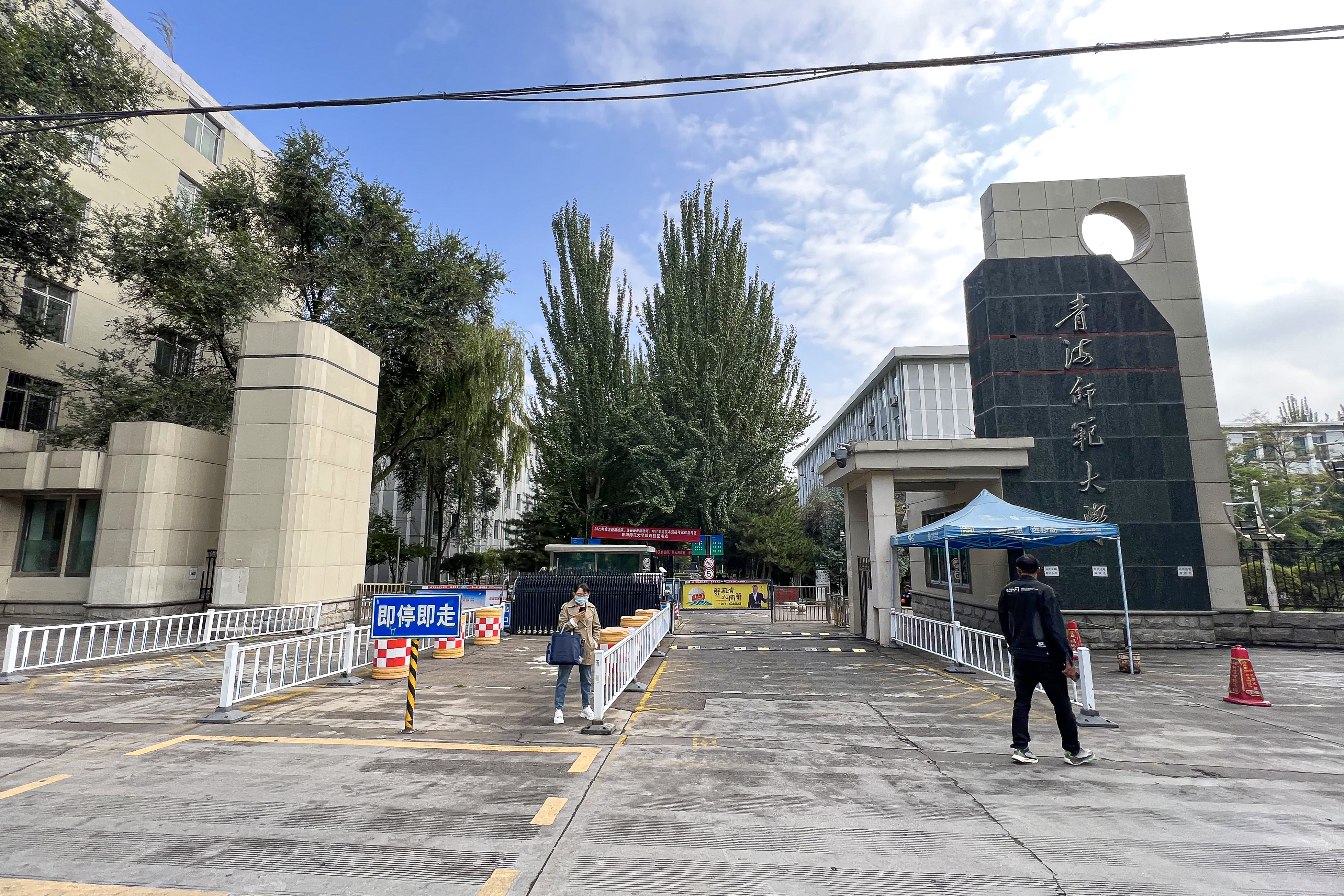
位于城西区五四西路38号的老校区

五四校区位于青海省省会西宁市城西湟水之滨，校园占地面积691亩。海湖校区位于青海省西宁市城北区廿里铺镇。
学校设有成人教育学院、民族师范学院2个副厅级建制学院，校本部设有14个系，3个部，以及青藏高原文化研究所、青藏高原生态研究所、教育科学研究所、附属中学等；据2017年3月学校官网显示，学校拥有3个一级学科博士学位授权点，12个二级学科博士学位授权点，65个二级学科硕士学位授权点，11个一级硕士学位授权点，5个专业硕士学位授权点；有12个省级重点学科，1个省级重点建设学科。10个省级重点实验室，1个省级重点建设实验室。学校现有本科专业62个，共有各类学生15000餘人。